# Methven
Methven är en ort i Storbritannien. Den ligger i kommunen Perth and Kinross och riksdelen Skottland, i den norra delen av landet, 600 km norr om huvudstaden London. Methven ligger 77 meter över havet och antalet invånare är 1 161.
Terrängen runt Methven är platt åt sydost, men åt nordväst är den kuperad. Runt Methven är det ganska glesbefolkat, med 29 invånare per kvadratkilometer. Närmaste större samhälle är Perth, 9,4 km öster om Methven. Trakten runt Methven består till största delen av jordbruksmark.